# IRUM
IRUM Reghin este o companie producătoare de utilaje agricole și forestiere din România.
Compania fabrică tractoare agricole (TAG) și forestiere (TAF), încărcătoare frontale (IFRON), funiculare și trolii, și produce piesele aferente acestora.
Comercializarea produselor se face prin intermediul punctelor proprii de vânzare și distribuție.
Irum a fost înființată în anul 1953, având ca principal domeniu de activitate fabricarea diferitelor mașini și utilaje agricole și forestiere.
Principalul acționar al companiei este Maviprod din Reghin cu o participație de 95,62%, restul acțiunilor fiind deținute de persoane fizice.
Principalii competitori ai firmei sunt Camox Franța, HSM Germania, Timberjack SUA, Liebherr Germania.

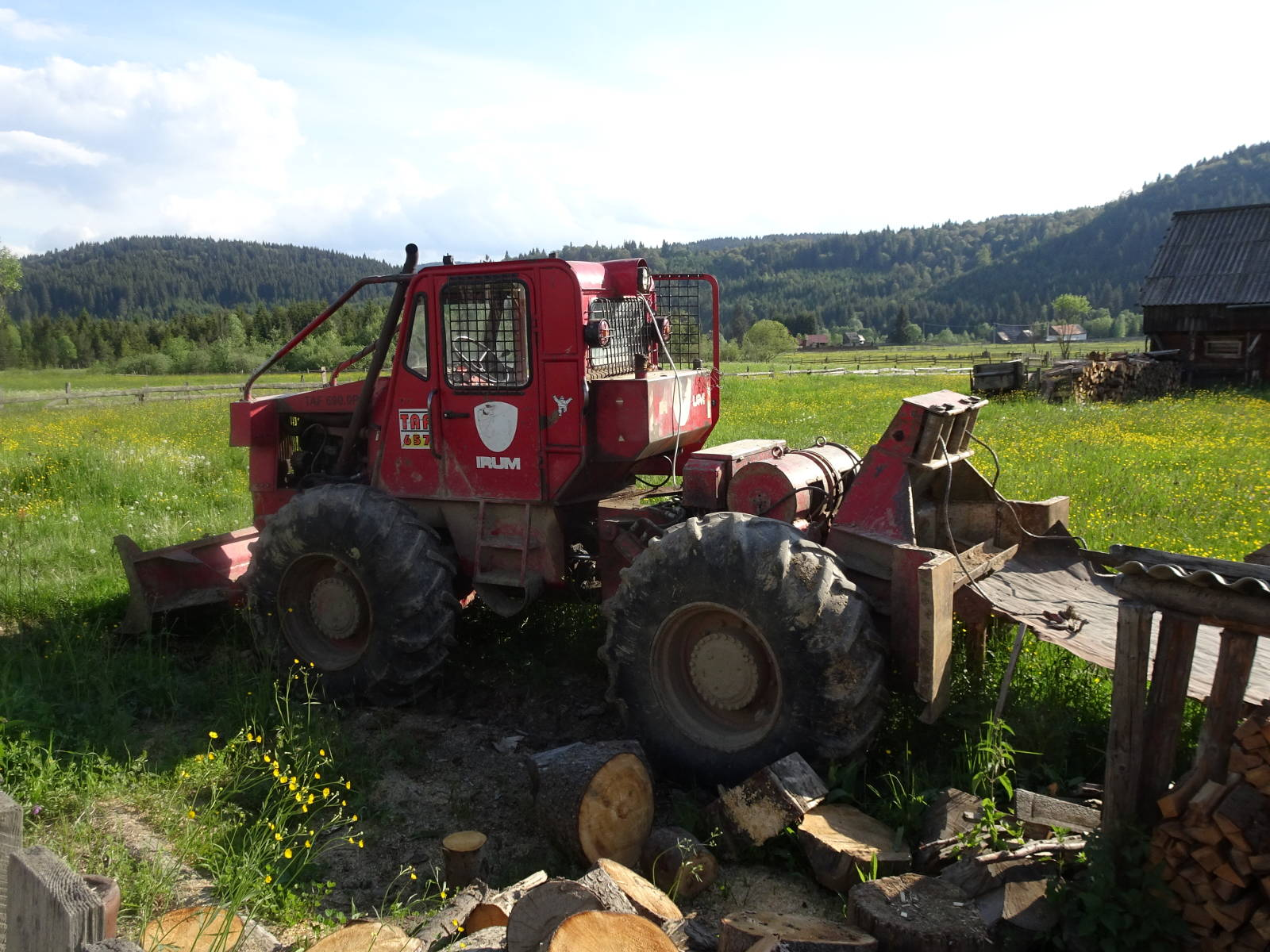
TAF 657

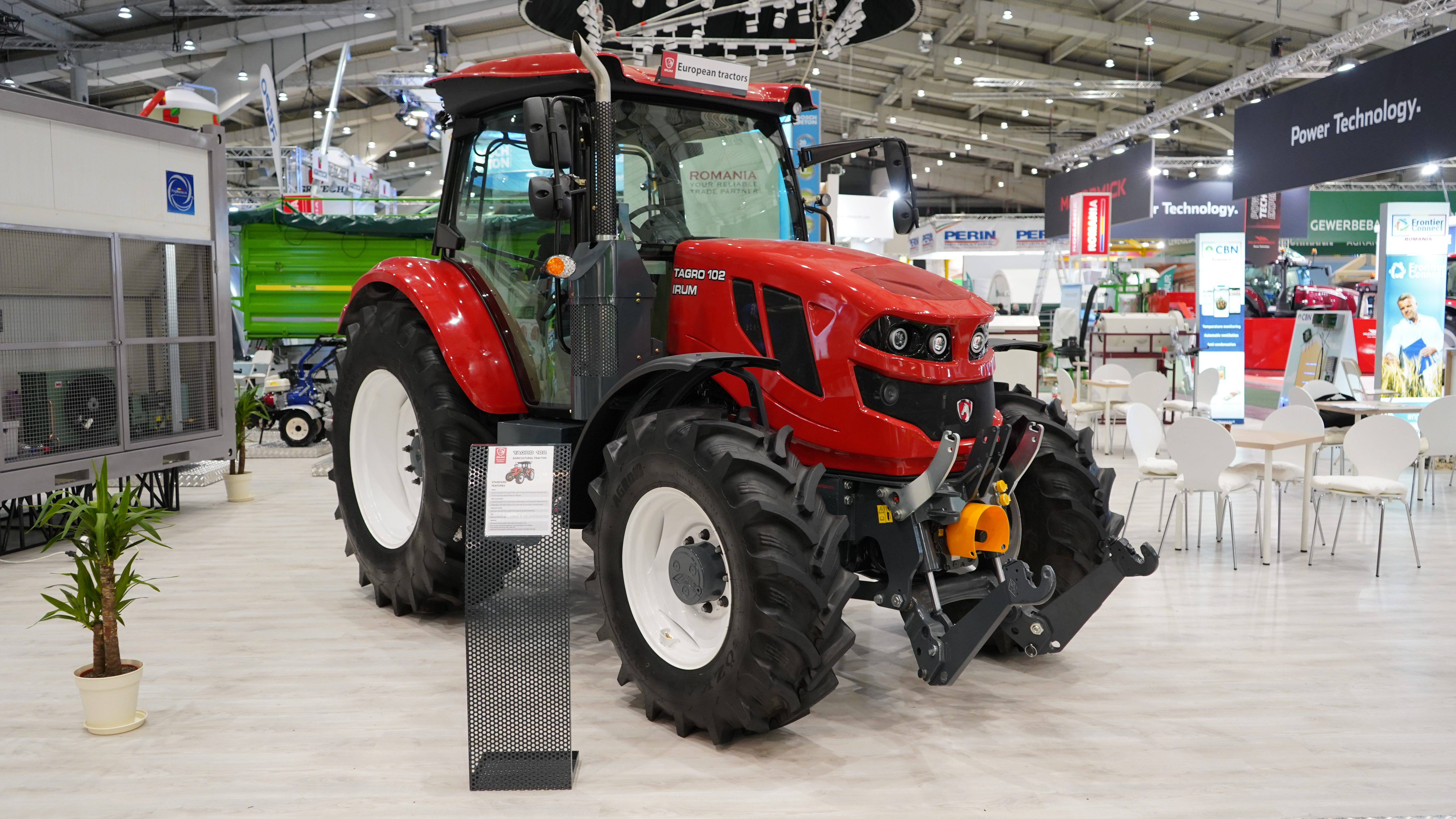
Tagro 102

## Istoric
IRUM a luat ființă la 1 ianuarie 1953 sub denumirea de Întreprinderea de Reparații Locomotive CFF Reghin (IRL). Denumirea a fost schimbată pe parcurs în Întreprinderea de Reparații Utilaje și Mecanisme (IRUM) în 1960, apoi în Grupul de Uzine pentru Producția Utilajelor și Pieselor de Schimb (GUPUPS) ajungând în 1973 la denumirea de IUPS (Întreprinderea de Utilaje și Piese de Schimb). În 1990, IUPS a redevenit IRUM.
Funcționând inițial ca și companie de stat, primele studii privind utilajele forestiere sunt realizate în 1968, iar primele TAF-uri sunt construite doar un an mai târziu. În anii care urmeză, procesul contiuu de inovare și dezvoltare dau naștere unor modele definitorii pentru produsele de astăzi, cum ar fi TAF 650 sau TAF 657M.
IRUM devine companie cu capital complet privat în anul 1999, cu Maviprod ca și principal acționar, dedicându-se de atunci în principal industriei forestiere. Anii următori duc la îmbuinătățiea și reîmprospătarea gamei de produse.
În 2010 începe o nouă eră în istoria companiei: primele tractoare agricole ies de pe noua linie de asamblare, combinând tehnologia de încredere Belarus cu priceperea și experiența IRUM. Tot în 2010 IRUM face următorul pas în modernizarea produselor prin lansarea modelului TAF 2010M, primul nostru utilaj în care ergonomia și confortul în utilizare primesc o atenție deosebită. Anul 2012 este anul în care cel mai nou și mai avansat model al centrului de dezvoltare IRUM, TAF 2012 a fost prezentat la târgul KWF-Expo.
În 2015 IRUM a inaugurat singurul Centru de Cercetare și Dezvoltare a utilajelor agricole și forestiere cu capital românesc din țară, locul unde se formează și lucrează peste 40 de ingineri specialiști.
În 2016 se lansează TAF 2012 G cu clește, cel mai nou utilaj conceput în Centrul de Cercetare și Dezvoltare, un tractor forestier românesc cu performanțe occidentale, remarcându-se prin tehnologie de ultimă oră, eficiență și confort.
Principalele piețe externe pentru IRUM sunt Franța, Germania, Belgia și Luxemburg, Slovenia, Polonia, Bulgaria, Ungaria, Spania și Chile.

## Statistici
Cifra de afaceri:
- 2016: 72 milioane lei (16 milioane euro)[8]
- 2015: 68,2 milioane lei (15,4 milioane euro)[9]
- 2014: 72 milioane lei (16,3 milioane euro)[10]
- 2013: 65 milioane lei (14,5 milioane euro)[11]
- 2012: 64 milioane lei (14,4 milioane euro)[11]
- 2011: 69 milioane lei (16 milioane euro)[11]
- 2010: 42 milioane lei (9,9 milioane euro)[11]
- 2009: 32 milioane lei (7,6 milioane euro)[12]
- 2008: 36,8 milioane lei (10 milioane euro)[1]

Profit:
- 2016: 9,7 milioane lei (2,2 milioane euro)[8]
- 2012: 12 milioane lei (2,8 milioane euro)[11]
- 2011: 11,6 milioane lei (2,7 milioane euro)[11]
- 2010: 3,8 milioane lei (0,9 milioane euro)[11]
- 2009: 2 milioane lei (0,5 milioane euro)[11]
- 2008: 4 milioane lei (1 milion euro)[11]

Angajați:
- 2013: 400[11]
- 2012: 340[11]
- 2011: 330[11]
- 2010: 314[11]
- 2009: 317[11]
- 2008: 326[11]